# NGC 2410
NGC 2410 è una vasta galassia a spirale barrata situata nella costellazione dei Gemelli, a una distanza di circa 231 milioni di anni luce dalla nostra Via Lattea.

## Scoperta
La galassia è stata scoperta il 2 febbraio 1877 dall'astronomo statunitense Truman H. Safford.

## Descrizione
NGC 2410 ha una classe di luminosità II e presenta una larga riga a 21 cm dell'idrogeno neutro.
È inoltre una galassia attiva del tipo Seyfert 2, classificata come NGLAN (acronimo dell'inglese 'narrow-line active galactic nucleus), cioè che presenta righe strette di emissione dal nucleo.

## Gruppo di NGC 2410
NGC 2410 è la più vasta e la più luminosa di un gruppo di galassie che porta il suo nome e che comprende almeno cinque membri. Le altre 4 galassie del Gruppo di NGC 2410 sono IC 2193, IC 2196, IC 2199 e UGC 3904.